# Palacio Nacional de la Cultura (Bulgaria)

Vista del exterior

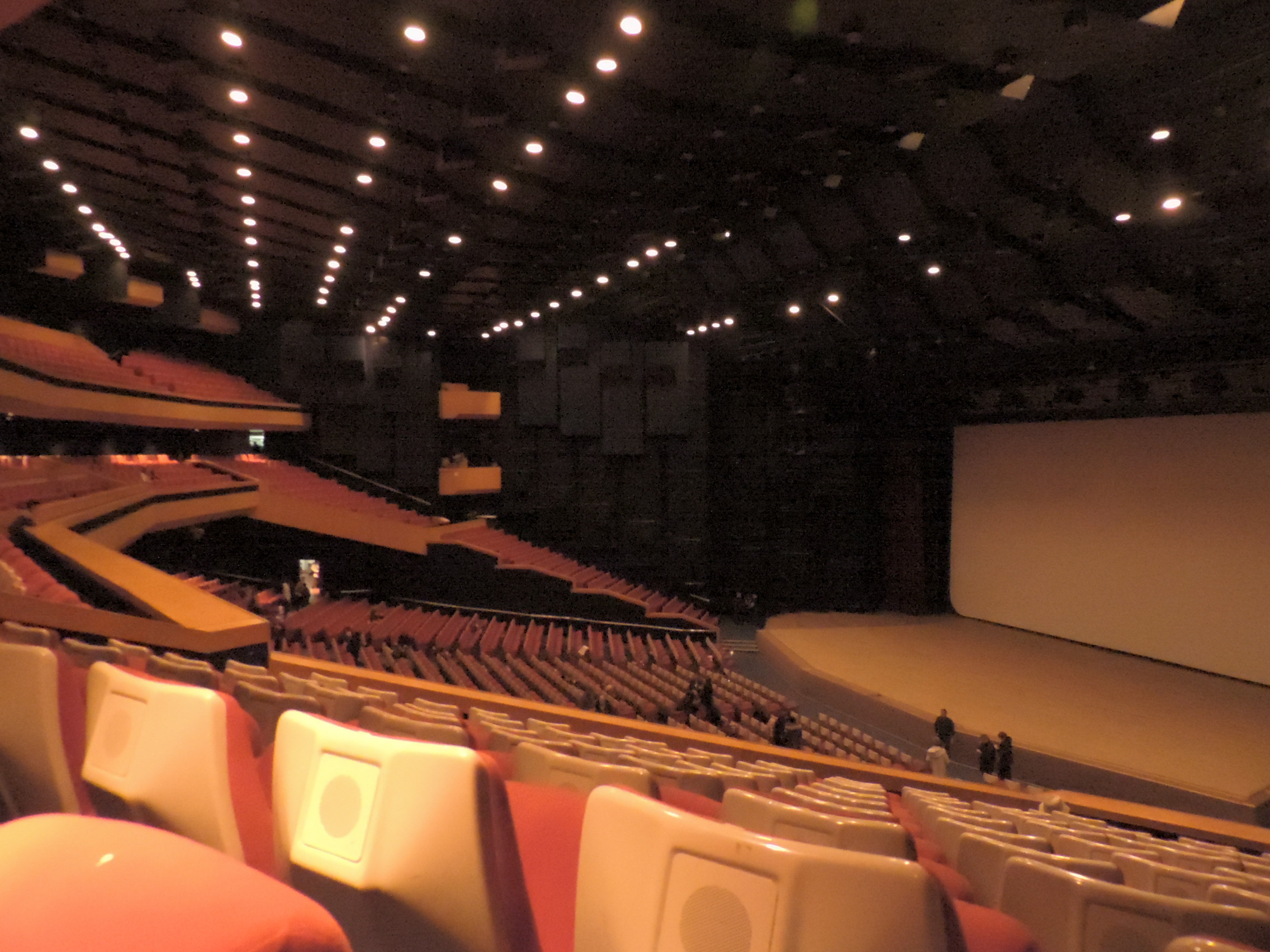
Interior de la sala principal

El Palacio Nacional de la Cultura (en búlgaro: Национален дворец на културата, Natsionalen dvorets na kulturata; abreviado como НДК, NDK), es un centro de congresos situado en Sofía, la capital de Bulgaria.
Su construcción se inició en 1978, finalizándose en 1981, año en que se conmemoraba el 1300.º aniversario del Estado búlgaro. En un principio se denominó Palacio Lyudmila Zhivkova, en honor de la ministra de cultura de Bulgaria desde 1975 e hija de Todor Zhivkov fallecida en 1981 debido a un tumor cerebral.
En julio de 2005, el Palacio Nacional de la Cultura fue proclamado el mejor centro de congresos del mundo por la Organización internacional de Centros de Congresos.
El edificio posee una variedad de equipamiento técnico adecuado para realizar diferentes eventos, como conciertos, conferencias, exhibiciones y muestras. Tiene una superficie de 123.000 m² distribuida en ocho pisos y tres pisos subterráneos. 
El Festival de Cine de Sofía se celebra en este edificio.

## Salas
Según la página web oficial del Centro de congresos la sala 12 está reservada a los periodistas y no se celebran eventos públicos en ella.
| Sala     | Área (m²) | Altura (m) | Capacidad(por disposición de asiento) | Capacidad(por disposición de asiento) | Capacidad(por disposición de asiento) | Capacidad(por disposición de asiento) | Capacidad(por disposición de asiento) | Capacidad(por disposición de asiento) |
| Sala     | Área (m²) | Altura (m) | Concierto                             | Sala                                  | Conferencia                           | Encuentro                             | Banquete                              | Cocktail                              |
| -------- | --------- | ---------- | ------------------------------------- | ------------------------------------- | ------------------------------------- | ------------------------------------- | ------------------------------------- | ------------------------------------- |
| Sala 1   | 11,000    | -          | 3,880                                 | -                                     | -                                     | -                                     | -                                     | -                                     |
| Sala 2   | 995       | -          | 510                                   | -                                     | -                                     | -                                     | -                                     | -                                     |
| Sala 3   | 1,650     | 6.5        | 1,500                                 | 540                                   | 400                                   | 150                                   | 460                                   | 1,200                                 |
| Sala 3.1 | 300       | 3          | 200                                   | 90                                    | 70                                    | 54                                    | 110                                   | 220                                   |
| Sala 3.2 | 300       | 3          | 200                                   | 90                                    | 70                                    | 54                                    | 110                                   | 220                                   |
| Sala 4   | 300       | 3          | 150                                   | 60                                    | 45                                    | 30                                    | 80                                    | 150                                   |
| Sala 5   | 300       | 3          | 150                                   | 60                                    | 45                                    | 30                                    | 80                                    | -                                     |
| Sala 6   | 480       | 6          | 480                                   | 220                                   | 144                                   | 78                                    | 240                                   | 600                                   |
| Sala 7   | 380       | 6.5        | 280                                   | 130                                   | 90                                    | 72                                    | 200                                   | 400                                   |
| Sala 8   | 380       | 6.5        | 280                                   | 130                                   | 90                                    | 72                                    | 200                                   | 400                                   |
| Sala 9   | 380       | 6.5        | 280                                   | 130                                   | 90                                    | 72                                    | 200                                   | 400                                   |
| Sala 10  | 450       | 3          | 280                                   | 130                                   | 120                                   | 72                                    | 220                                   | 400                                   |
| Sala 11  | 400       | -          | 380                                   | -                                     | -                                     | -                                     | -                                     | -                                     |
| Sala 13  | 300       | -          | 200                                   | -                                     | -                                     | 200                                   | 300                                   | 300                                   |